# HD 99333
HD 99333，又名CD-37 7235，SAO 202430、HR 4411，是一颗恒星，视星等为5.89，位于銀經284.73，銀緯22.07，其B1900.0坐标为赤經11h 20m 42.5s，赤緯-37° 22.07′ 51″。